# Antonia San Juan
Antonia San Juan Fernández (Las Palmas de Gran Canaria, 22 marzo 1961) è un'attrice, sceneggiatrice e regista spagnola, candidata a due Premi Goya e a un Satellite Award.
È divenuta celebre grazie alla sua interpretazione di Agrado nel film Tutto su mia madre (1999) di Pedro Almodóvar. In Spagna è inoltre conosciuta per aver interpretato il ruolo di Estela Reynolds (Paca Pacheco) nella serie tv La que se avecina.

## Biografia
Antonia è nata a Las Palmas de Gran Canaria, Spagna. A 21 anni si è trasferita a Madrid, dove ha iniziato a lavorare come attrice teatrale professionista, allo stesso tempo facendo spettacoli di cabaret in pub e bar.
Nel 1999 ottiene il ruolo di Agrado nel film Tutto su mia madre (1999) di Pedro Almodóvar, ottenendo numerosi premi, tra cui una candidatura per i premi Goya. In seguito ha continuato a lavorare come regista di vari cortometraggi e film.

Nel 2006 ha svolto il ruolo di pregón per il Carnevale di Las Palmas de Gran Canaria, mentre l'anno successivo ha presentato il "Gala de la Reina" e nel 2010 ha presentato il concorso "Gala Drag Queen", sempre durante il carnevale. Nel 2009 ha esposto nelle Canarie una collezione di dipinti.

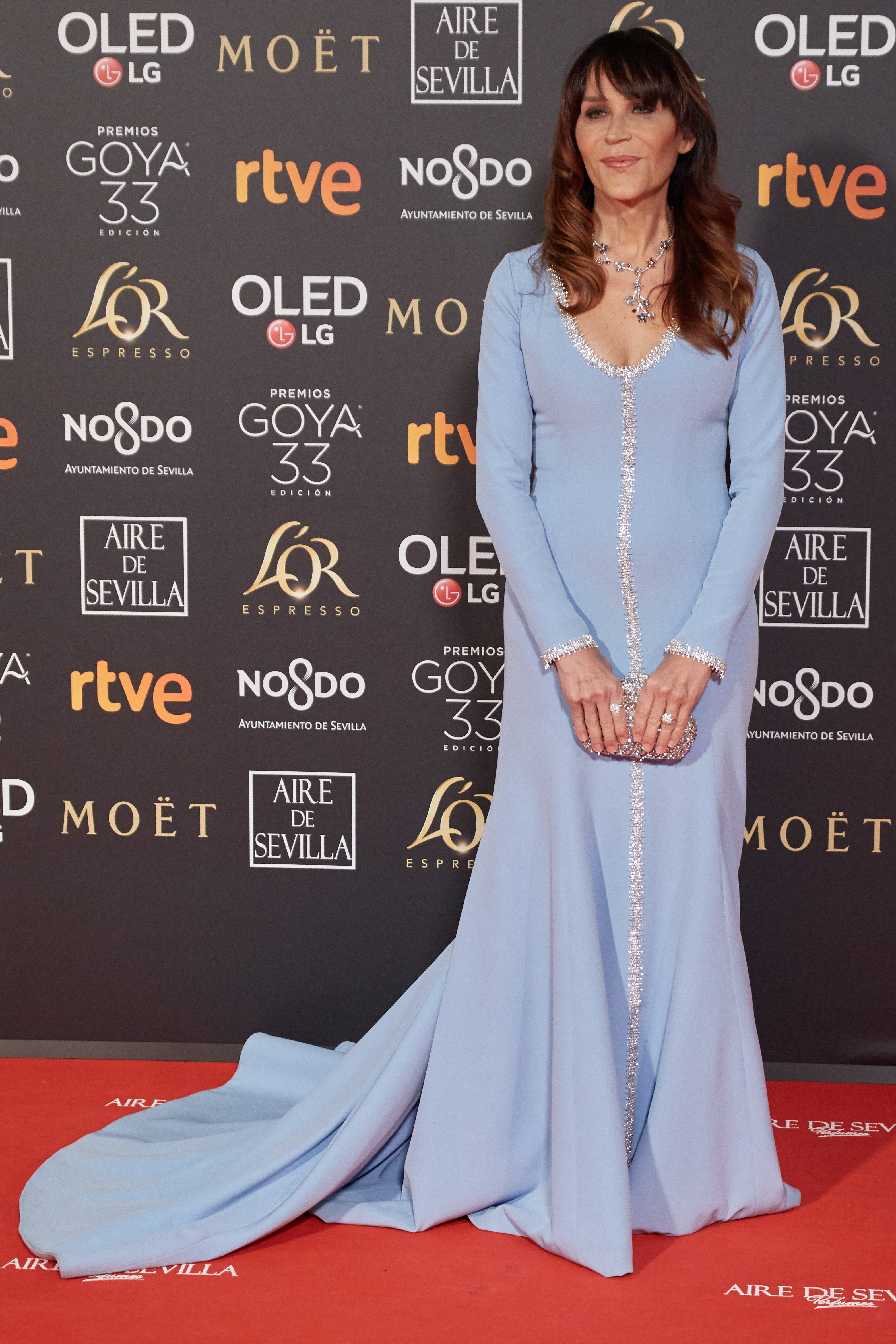
Antonia San Juan ai Premi Goya del 2019

Negli anni 2009 e 2010 entra a far parte del cast della serie tv La que se avecina durante la terza e quarta stagione, ottenendo una grande popolarità. In seguito abbandona la serie per motivi economici per poi tornare ad apparire nella serie nel finale della sesta stagione, rimanendovi anche durante la settima, quando abbandona definitivamente la serie ritenendo che il suo personaggio sia ormai terminato. Nel 2014 e 2015 ha partecipato come protagonista a Gym Tony, una commedia che va in onda sul canale Cuatro. Ha partecipato anche al programma El club de la comedia.
Come produttrice teatrale è proprietaria della casa di produzione Trece Producciones, che condivideva con il suo ex marito Luis Miguel Seguí, anche lui attore (hanno entrambi fatto parte del cast di La que se avecina), regista e produttore. Ha anche acquistato il Teatro Arlequín, di Madrid.

## Vita privata
Nel 1991 ha conosciuto Luis Miguel Seguí, con il quale si è sposata nel 2009. Hanno divorziato nel 2015.
Antonia è atea ed ha definito le religioni un "cancro per la società".
Il 24 marzo 2017 è stata operata d'urgenza a causa di una occlusione intestinale causata da un volvolo.

## Filmografia

### Attrice
- Tutto su mia madre (Todo sobre mi madre), regia di Pedro Almodóvar (1999)
- Piedras, regia di Ramón Salazar (2002)
- Amnèsia, regia di Gabriele Salvatores (2002)
- Il buco (El hoyo), regia di Galder Gaztelu-Urrutia (2019)
- Istmo, regia di Carlo Fenizi (2020)
- Il buco - Capitolo 2 (El hoyo 2), regia di Galder Gaztelu-Urrutia (2024)

### Televisione
- La que se avecina (2009-2010; 2013-2014)

### Sceneggiatrice e regista
- Tú eliges (2009)
- Del lado del verano (2012)

## Doppiatrici italiane
Nelle versioni in italiano nelle opere in cui ha recitato, Antonia San Juan è stata doppiata da:
- Veronica Pivetti in Tutto su mia madre
- Daniela D'Angelo in Il buco, Il buco - Capitolo 2

## Premi e riconoscimenti
- Premio Goya
  - 1999 - Candidatura alla migliore attrice rivelazione per Tutto su mia madre
  - 2002 - Candidata al miglior cortometraggio di finzione per V. O.
- Satellite Award
  - 1999 - Candidatura alla miglior attrice non protagonista di una commedia o musical per Tutto su mia madre
- Premio Chlotrudis
  - 1999 - Miglior attrice non protagonista per Tutto su mia madre
- Cinema Writers Circle Awards
  - 1999 - Candidatura alla miglior attrice non protagonista per Tutto su mia madre

- Premio CINESPAS
  - 1999 - Miglior attrice non protagonista per Tutto su mia madre

### Altri premi
- 1999: vincitrice ai "Premios de la Unión de Actores" come "Mejor interpretación secundaria" per Tutto su mia madre
- 2004: vincitrice al "Festival de Cine de Alicante" come miglior cortometraggio per La china.
- 2005: vincitrice del premio della giuria del "Palm Springs International Short Film Festival" per La china.
- 2005: vincitrice del premio "Ciudad de Alicante" del "Festival de Cine de Alicante".
- 2006: vincitrice ai premi "Telón Chivas" come miglior interprete comico per Las que faltaban.[15]
- 2006: "Medalla de Oro de Canarias|Medalla de Oro de Canarias de las Artes Escénicas".
- 2006: titolo di «Hija predilecta» della città di Las Palmas de Gran Canaria conferito dal comune di Las Palmas de Gran Canaria.
- 2012: vincitrice al Festival de Cine de Alicante come miglior lungometraggio per Del lado del verano.
- 2014: vincitrice del premio Águila de Oro al "festival de cortometrajes" di Aguilar de Campoo.
- 2019: Candidata ai premi Ferroz come miglior attrice non protagonista per il film Il buco.
- 2020: Titolo di Hija predilecta de Gran Canaria conferito dal Cabildo Insular de Gran Canaria.[16]